# Lignano Sabbiadoro
Lignano Sabbiadoro (furlanski: Lignan) je kupališni grad na obali Jadranskog mora u Pokrajini Udine (regija Furlanija-Julijska krajina, Sjeverna Italija). Do 1959. Lignano je bio dio općine (comune) Latisana, od tad je samostalan grad i općina.

## Zemljopisne i klimatske karakteristike
Lignano leži na zelenom poluotoku udaljenom šesdesetak kilometara od Udina, na polovici puta (90 km) između Venecije i Trsta. Lignano Sabbiadoro se nalazi između Lagune Marano, lijeve obale rijeke Tagliamento i Jadranskog mora.

## Povijest
Lignano je počeo razvijati početkom 20. stoljeća kao mjesto u kojem je izgrađeno nekoliko turističkih objekata do kojih se moglo doći samo morem. 1926. izgrađena je cesta do Latisane. Prvi stalni stanovnici naselili su se 1931. tek nakon isušivanja obližnjih močvara.
Pridjev Sabbiadoro ("zlatni pijesak") dodat je imenu grada 1935. godine zbog reklamnih razloga.
U doba Drugog svjetskog rata u završnim operacijama, nacistička Njemačka je u svibnju 1945. evakuirala dio svojih postrojbi i vojnog osoblja iz Istre i Trsta pred nadirućim jedinicama Partizana - tako da je se na ušću Tagliamento našlo 26 brodova sa 6000 dobro naouružanih vojnika. To je ozbiljno zabrinulo 21 bataljun novozelandske vojske, koji je upravo oslobodio taj kraj, jer ih je bilo samo 300. Međutim demoralizirani Nijemci predali su se 4. svibnja 1945.

## Gospodarstvo
Lignano je nakon Drugog svjetskog rata naglo razvio kao ljetovališno mjesto, puno turističkih objekata i kuća za odmor. Pješčana plaža u Lignanu duga je 8 km, podjeljena je na tri dijela; Sabbiadoro, Pineta i Riviera uz koju ima puno ugostiteljskih i objekata za zabavu turista. Lingano ima marinu, koja je izrasla u jednu od najopremljenijih i najvećih u Europi s 5.000 vezova i 8 dokova. Broj turista koji ljetuju u Linganu vrlo je velik, na godinu ga posjeti oko 4.000.000 turista brojnih nacionalnosti.
Do prije nekoliko godina Lignano, je nastupao zajednički s Gradom i Akvilejom, kao turistički konzorcij Donje Furlanije, koji je trebao potaći razvoj privrede.

## Gradovi partneri
- Ketchum, SAD

## Vanjske poveznice
- Službene stranice komune Lignano  Arhivirana inačica izvorne stranice od 3. veljače 2011. (Wayback Machine)
- Historical portal of Lignano Sabbiadoro